# Преподобни Јован и Гаврило грузијски
Преподобни Јован и Гаврило су хришћански подвижници и светитељи из 11. века.
Православна црква помиње свете Јована и Гаврила Светогорске  12. (25.) јула.
Живели су у 10-11 веку и прославили се својим подвизима на Светој Гори Атонској, због чега су прозвани Светогорци.
Свети Јован, је по рођењу добио име Абулхерит. Потицао је из племићке породице блиске царском двору. Пре монашења био је чувени официр и великодостојник, побожан и мудар, кога је цар веома волео.
Шездесетих година 10. века, у тридесетој години живота, Абулхерит је напустио дом и породицу и, под маском луталице, стигао у манастир у пустињи Кларјет, где је положио монашки постриг. Касније се повукао у једну од планина, где се прославио подвижничким трудовима. Желећи да се сакрије од људске славе, по благослову својих исповедника, Свети Јован је отишао у Малу Азију, где се настанио у манастиру на Малом Олимпу. Скривајући своје племенито порекло, понизно је обављао најједноставнија и најнижа послушања.
Тада је Руско царство ступило у савез са Византијом, а гаранција овог споразума била су деца високопозиционираних Грузијаца послата у Цариград. Међу њима је био и син Јованаов, будући свети Јевтимије Светогорац. Када је подвижник за то сазнао, стигао је у престоницу. Цар Роман II (959-963) такође је постао свестан Јовановог порекла и часно је дочекао госта. Светитељ је молио владара да му ослободи сина, и заједно са њим отишао је у манастир на Олимпу. По повратку је схватио да сви већ знају за његову славну прошлост, а затим, узевши сина и ученике, Јован је отишао на Свету Гору код светог Атанасија, који је 963. године основао манастир Велику лавру. Међу светитељима су се брзо успоставили пријатељски односи, по свој прилици зато што је мајка светог Атанасија била из Грузије.
У Лаври је свети Јован радио као кувар. Али без обзира на то колико је покушавао да се сакрије од света и прикрије своје порекло, све о њему се брзо проширило по целом царству, а на Атос су почели да пристижу многи Грузијци, који су желели да се усавршавају под вођством таквог ментора. Један од њих био је и чувени грузијски војсковођа Ксани Торники, који се замонашио у Лаври (касније монах Јован Торники).
У међувремену, број Грузијаца је знатно порастао, а свети Јован више није желео да он и његови сународници буду зависни од игумана. Године 969. монах Јован је од цара Јована I Цимискија добио документ према којем је годишњи приход острва Лемнос пренет на издржавање Грузијаца.
По благослову светог Атанасија, на пустом месту недалеко од Лавре, у којој су под вођством Јована  радили Грузијци, подигнуте су келије и храм пророка Јована Крститеља. Тако је настао сада чувени Иверски манастир, а Свети Јован је постао његов први игуман. Године 980. подигнут је манастирски католикон - саборни храм у част Пресвете Богородице.
Када је умро његов пријатељ и саборац Јован Торники, старешини је постало тешко да ради на Светој Гори. Он и неколико његових ученика планирали су да напусте Атос и оду у Шпанију, где је било много Грузијаца, али су на крају остали на инсистирању византијског цара, који је убедио старца да ће без њега грузијски манастир престати да постоји.
После неког времена монаха је савладала тешка болест – гихт, па светитељ неколико година није устајао из кревета. Непосредно пре смрти, позвао је свог сина Јевтимија, исповедио га и поставио за игумана Иверског манастира, а после њега и Георгија Градитеља. Благословивши братију, умро је у миру. То се догодило 1005. године. До тада је у његовом манастиру радило око 200 монаха.
Игуманово тело је сахрањено у саборној цркви, а касније је над његовим гробом подигнута црква Архангела (данас Црква Свих Светих). Средином 11. века мошти су пренете у припрату католикона (доградња испред улаза у храм).
Свети Гаврило Светогорац је такође био из Грузије и подвизавао се у Иверском манастиру. Лети је живео у планинској пећини недалеко од манастира, а зими је долазио у манастир и чувао строгу тишину. Старац је носио грубу одећу и јео је само корење и биљке.
Једне вечери монаси су угледали светлосни стуб изнад мора. Ова визија је трајала неколико дана. Монаси светогорских манастира, окупљени, отишли су на море. Видели су блиставу икону Богородице како плута право на површини воде. Оци су спустили чамац, надајући се да ће икону донети са собом на обалу, али сваки пут када би се приближили икони, она је ишла даље на море.
Када су монаси почели да се моле, појавила се Богороица и рекла им да је само један монах Гаврило достојан да донесе икону из мора. У исто време, Она се јавила и самом Гаврилу, заповедивши му да оде на море по икону коју су донели таласи. Гаврило је сишао до обале мора и пошао по води као по сувом. У истом тренутку му се приближила икона, и он је безбедно изнео на обалу. Ова икона је названа по имену Иверског манастира - Иверска икона.